# Anna Wieczorkiewicz
Anna Wieczorkiewicz – polska antropolożka kultury, profesor zwyczajny w Instytucie Etnologii i Antropologii Kulturowej Uniwersytetu Warszawskiego. Profesor nauk humanistycznych od 2012.
Absolwentka Filologii Polskiej oraz Etnologii i Antropologii Kulturowej na Uniwersytecie Warszawskim. Pracę doktorską obroniła w Instytucie Badań Literackich Polskiej Akademii Nauk. Habilitację uzyskała w Instytucie Filozofii i Socjologii Polskiej Akademii Nauk. Od 2012 roku profesor tytularna Uniwersytetu Warszawskiego.

## Działalność naukowa
Badaczka zagadnień związanych z antropologią ciała, antropologią podróży i turystyki, antropologią literatury i antropologią jedzenia.
Wieloletnia współpracowniczka Instytutu Filozofii i Socjologii PAN. Wykładowczyni na Uniwersytecie Warszawskim. Tłumaczka tekstów naukowych.

## Publikacje

### Monografie
- Wędrowcy fikcyjnych światów. Rycerz, pielgrzym i włóczęga, Gdańsk 1997, Słowo/Obraz Terytoria, ISBN 83-87316-75-X
- Muzeum ludzkich ciał. Anatomia spojrzenia, Gdańsk 2000, Słowo/Obraz Terytoria, ISBN 83-88560-50-6
- Apetyty turysty. O podróżniczych kontaktach ze światem, Kraków 2008, Universitas, ISBN 978-83-242-0946-0
- Monstruarium, Gdańsk 2010, Słowo/Obraz Terytoria, ISBN 978-83-7453-804-6
- Czarna kobieta na białym tle. Dyptyk biograficzny, Kraków 2013, Universitas, ISBN 978-83-242-1756-4

### Redakcje prac zbiorowych
- (wraz z Joanną Bator), Ucieleśnienia. Myśl — praktyka — reprezentacja, Warszawa 2007, Wydawnictwo Instytutu Filozofii i Socjologii PAN, ISBN 978-83-7388-159-4
- (wraz z Joanną Bator), Ucieleśnienia. Płeć między ciałem i tekstem, Warszawa 2008, Wydawnictwo Instytutu Filozofii i Socjologii PAN, ISBN 978-83-7388-165-5
- (wraz z Moniką Kostaszuk-Romanowską), Spektakle zmysłów, Warszawa 2010, Wydawnictwo Instytutu Filozofii i Socjologii PAN, ISBN 978-83-7683-021-6
- (wraz z Urszulą Jarecką), Terytoria smaku: studia z antropologii i socjologii jedzenia, Warszawa 2014, Wydawnictwo Instytutu Filozofii i Socjologii PAN, ISBN 978-83-7683-092-6

### Artykuły (wybór)
- Tradycja w laboratorium turystyki, Tradycja w laboratorium turystyki, (w:) Przyszłość tradycji, red. S. Krzemień-Ojak, Libra, Białystok 2008
- Skamieniały płód: dwie historie o nauce, zachwycie, lęku i zadziwieniu, „Teksty drugie” 2009 nr 1-2, s. 290-302.
- Dyptyk biograficzny. O barbarzyńskich aspektach wyzwolenia, „Pogranicza”, 2011 nr 4, s. 8-16

### Tłumaczenia (wybór)
- (wraz z Ewą Klekot) Dean MacCannell, Turysta. Nowa teoria klasy próżniaczej, Warszawa 2002, Muza, ISBN 83-7200-842-6
- Dean MacCannell, Kultura Biała, (w:) Badanie kultury. Elementy teorii antropologicznej. Kontynuacje, red. M. Kempny, E. Nowicka, Warszawa 2004, PWN, ISBN 83-01-14270-7